# Sonja Gigler
Sonja Gigler (4 dicembre 2001) è una sciatrice freestyle austriaca, specializzata nello ski cross.

## Biografia
Dopo aver iniziato la sua carriera da atleta nello sci alpino, senza ottenere risultati rilevanti, si è specializzata nello ski cross a partire dal novembre 2021. La Gigler ha debuttato in Coppa del Mondo il 13 marzo 2022, giungendo 6ª a Reiteralm e ha ottenuto il suo primo podio il 22 dicembre successivo, classificandosi 3ª a San Candido, nella gara vinta dalla svedese Sandra Näslund.
In carriera non ha mai preso parte a rassegne olimpiche o iridate.

## Palmarès

### Coppa del Mondo
- Miglior piazzamento nella Coppa del Mondo di ski cross: 32ª nel 2022
- 2 podi:
  - 1 secondo posto
  - 1 terzo posto

### Coppa Europa
- Miglior piazzamento nella Coppa Europa di ski cross: 3ª nel 2022
- 7 podi:
  - 1 vittoria
  - 4 secondi posti
  - 2 terzi posti

#### Coppa Europa - vittorie
| Data            | Luogo | Paese    | Disciplina |
| --------------- | ----- | -------- | ---------- |
| 21 gennaio 2022 | Lenk  | Svizzera | SX         |

Legenda:

SX = Ski cross

### Mondiali juniores
- 1 medaglia:
  - 1 oro (ski cross a Veysonnaz 2022)